# Villa Linnemann

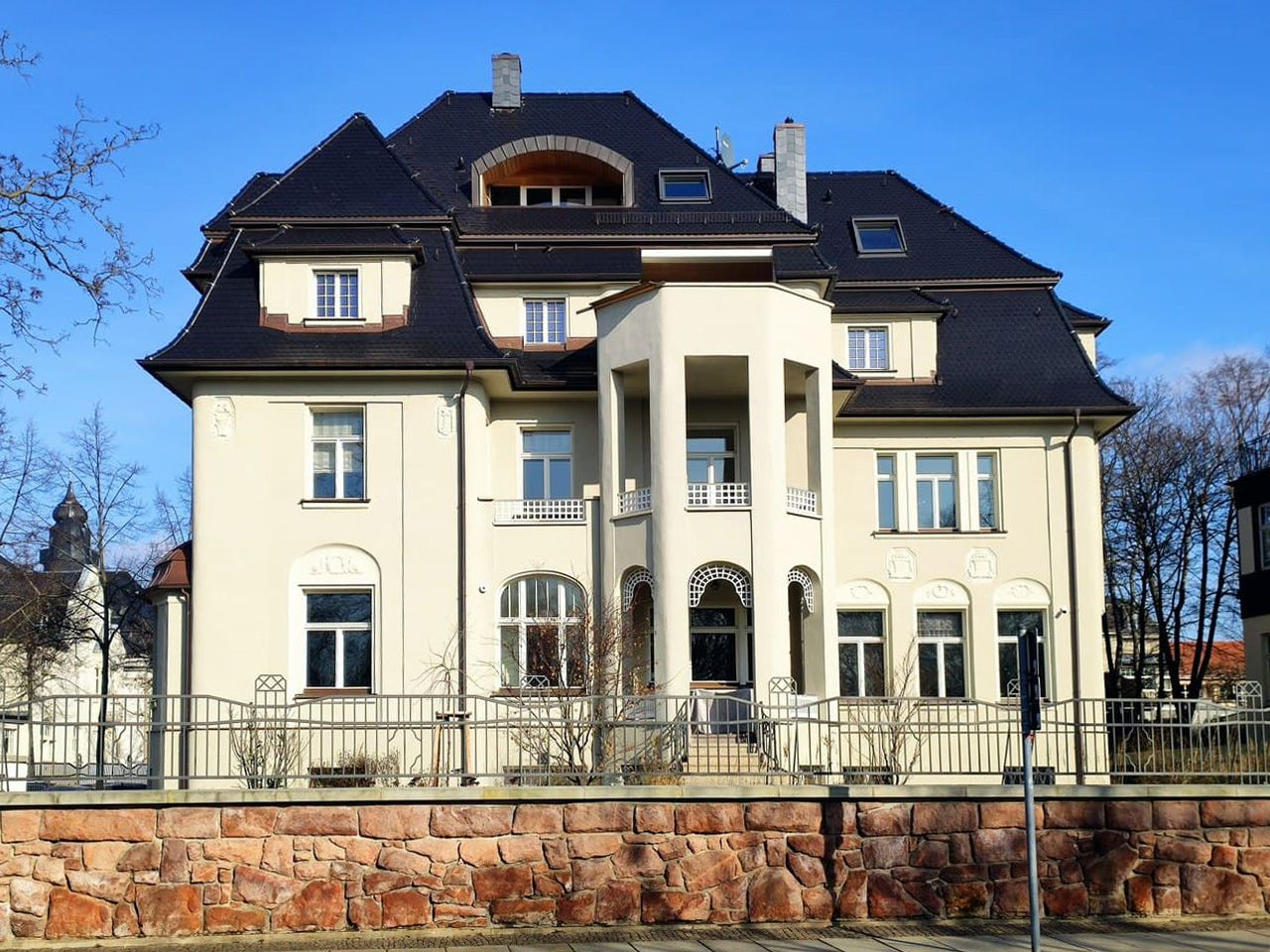
Villa Linnemann, Seite zum Kickerlingsberg (2024)

Die Villa Linnemann ist ein repräsentatives Wohngebäude in der Springerstraße 2 im Leipziger Ortsteil Zentrum Nord. Sie steht unter Denkmalschutz.

## Geschichte
Im Jahr 1904 kaufte Heinrich Schaub, Besitzer der Strumpfwarenfabrik F. B. Eulitz, die beiden Grundstücke (Nr. 1 und 2) an der Einmündung der neu angelegten Springerstraße in den Kickerlingsberg. 1906 zog er in eine auf dem Grundstück Nr. 1 fertiggestellte Villa. Für das Grundstück Nr. 2 beauftragte er den Leipziger Architekten Emil Franz Hänsel  (1870–1943) mit der Planung einer weiteren Villa. Nach deren Fertigstellung kaufte diese der Leipziger Musikverleger Walther Richard Linnemann (1874–1932), dessen Namen als Villa Linnemann sie noch heute trägt, und bewohnte sie ab 1910. bis zu seinem Tode. Der Name seiner Nachkommen taucht im Leipziger Adressbuch letztmalig 1943 unter dieser Anschrift auf.
Im Denkmaltext werden für 1930 und 1935 Umbauten durch die Familie und nach 1952 solche durch die Fachschule für Chemiewirtschaft  angeführt. Gegenwärtig (2024) wird die Villa durch eine Immobilienfirma und eine Hausverwaltung genutzt.

## Beschreibung
Das überwiegend im Reformstil gehaltene Gebäude ist ein zweigeschossiger Putzbau auf einer Grundfläche von etwa 400 m² mit ausgebautem Dach- und Kellergeschoss. Die aus Walm- und Mansardenelementen bestehende bewegte Dachlandschaft weist an der Westecke eine turmartige Ausbildung auf. An der zum Garten gerichteten Südwestseite ist ein polygonaler offener Anbau angefügt, über den aus dem Erdgeschoss eine Treppe zum Garten führt und der im ersten Stock als Loggia und im Dachgeschoss als Balkon ausgebildet ist. Der Zugang zum Haus erfolgt durch einen offenen Vorbau. Die Fenster im Erdgeschoss weisen florale Verzierungen in Rundbögen des Putzes auf. Die Einfriedung des Grundstücks ist ein Gitterzaun mit Jugendstilelementen auf einem Mauersockel.
In der Anfangszeit der Nutzung des Hauses waren im Erdgeschoss repräsentativ der Speisesaal, der Salon und das Herrenzimmer sowie im ersten Stock Privaträume untergebracht. Keller- und Dachgeschoss enthielten je eine Angestelltenwohnung.
In jüngster Vergangenheit wurden ein Treppenzugang zum Garten aus dem Kellergeschoss und eine an der Grundstücksgrenze gelegene vertiefte Garage mit Zufahrt vom Kickerlingsberg geschaffen.